# Милорад Унковић
Милорад Унковић (Невесиње, 19. јул 1945 — Београд, 12. јул 2013) био је српски економиста, редовни професор и проректор на Универзитету Сингидунум, јавности познат као министар у влади СРЈ и некадашњи градоначелник Београда.

## Биографија
Рођен је у Невесињу 19. јула 1945. године. Завршио је Економски факултет у Београду 1969. године са просечном оценом 9,53. Магистрирао је и докторирао такође на Економском факултету у Београду, а докторска теза је носила назив: „Међународно кретање капитала и положај Југославије“.

## Функције које је обављао
- Генерални директор фирме за спољну трговину и туризам ИФТА Београд, власништво Југобанке Београд.
- Министар за економске односе са иностранством у СРЈ и заменик министра за економске односе са иностранством у СФРЈ.
- Председник Скупштине Града Београда и председник Извршног савета Скупштине Града Београда.
- Генерални директор и заменик генералног директора спољнотрговинске фирме Руднап Београд.
- Председник Управног одбора Завода за уџбенике Београд и Грмеча Београд и члан више других савета и управних одбора, укључујући и Економски савет СФРЈ.
- Секретар и заменик секретара ОКСК Стари Град Београд.
- Научни истраживач Института за спољну трговину Београд.
- До своје смрти био је редовни професор и проректор на Универзитету Сингидунум.

Био је професор је на Универзитету Синергија у Бијељини, као и професор Факултета за спољну трговину у Бијељини и Високе пословне школе у Београду и члан Савета Факултета политичких наука у Београду. Иступао је више пута на значајним међународним саветовањима из области привредног развоја, страних директних инвестиција и економских односа са иностранством. Био је председник или члан више комитета за сарадњу са појединим земљама: Русијом, Немачком, Кином, Индијом, Египтом, Алжиром, Холандијом, Данском, Аустријом и другим земљама.
Био је члан државних делегација у преговорима са ГАТТ-ом, ММФ, Светском банком, ЕИБ и званични представник СФРЈ у Комитету за спољну трговину СЕВ-а. Обављао је државне или пословне разговоре са преко 90 држава и закључивао значајне спољнотрговинске послове.
Написао је 19 књига из уже области међународне економије, спољне трговине, те спољнотрговинског и девизног пословања и око 100 чланака, приказа и интервјуа и више пута је цитиран у домаћим и страним новинама, књигама и часописима.
Преминуо је 12. јулa 2013. у 68. години, недељу дана пре свог 68. рођендана. Сахрањен је 15. јула 2013. године на Новом гробљу у Београду. Комеморација је одржана у Старом двору.